# Triportheus venezuelensis
Triportheus venezuelensis är en fiskart som beskrevs av Luiz R. Malabarba 2004. Triportheus venezuelensis ingår i släktet Triportheus och familjen Characidae. Inga underarter finns listade i Catalogue of Life.